# Richard Grayson (écrivain)
Pour les articles homonymes, voir Richard Grayson et Grayson.
Richard Grayson (né Richard Grindal en Écosse en 1920 ou 1922, selon les sources, et mort à Londres en 2005) est un auteur écossais de roman policier et de roman d’espionnage. Il a également publié un roman sous son patronyme.

## Biographie
Après des études à l’Université de Cambridge, il fait carrière dans l’industrie du whisky.
Il amorce sa carrière littéraire en adoptant le pseudonyme de Richard Grayson pour la publication, à partir de 1955, d’une série d’espionnage ayant pour héros John Bryant. Il donne ensuite d’autres romans d’espionnage et quelques romans policiers sans héros récurrent.
À partir de 1978, il se lance avec succès dans une série policière historique, située dans le Paris de la Belle Époque, dont le héros est l’inspecteur Jean-Paul Gautier de la Sûreté. Dans Meurtre sur la butte (1981), Gautier est chargé de l’enquête sur la disparition du fils d’une riche famille bourgeoise, ayant été un temps anarchiste, avant de devenir peintre à Montmartre. Dans Death Off Stage (1991), l’inspecteur français connaît une de ses plus périlleuses affaires en étant confronté à une série de meurtres qui semblent liés à la compagnie de ballet russe Dashkova. Dans le dernier volume de la série, Let Slip the Dogs of  War (2002), Gautier, en cherchant à démasquer l'assassin d'une journaliste, qui était également sa maîtresse, met au jour un dangereux complot politique.

## Œuvre

### Romans

#### Série d’espionnageJohn Bryant
- The Spiral Path (1955)
- Death in Melting (1957)
- Madman’s Whisper (1958)
- Dead so Soon (1960)

#### Série policière historiqueInspecteur Jean-Paul Gautier
- The Murders at Impasse Louvain (1978)
- Monterant Affair (1980)
- Deat of Abbé Didier (1981)
- The Montmartre Murders (1982) Publié en français sous le titre Meurtre sur la butte, Paris, Librairie des Champs-Élysées, Le Masque no 1726, 1983
- Crime Without Passion (1983)
- Death en Voyage (1986)
- Dead on the Cards (1988)
- Death Off Stage (1991)
- Dead au Gratin (1994)
- An Dead the Prize (1996)
- Dead in the Skies (1998)
- For Blood and Wine are Red (2000)
- Let Slip the Dogs of  War (2002)

#### Autres romans
- Murder Red-Handed (1965)
- Spy in Camera (1968) Publié en français sous le titre Rinçage-éclair, Paris, Gallimard, Série noire no 1300, 1969
- Play the Roman Fool and Die (1970) Publié en français sous le titre Guêpier romain, Paris, Gallimard, Série noire no 1393, 1971
- Taste of Death (1973)
- Death Stalk (1982)
- Whisky Murders (1984)
- Tartan Conspiracy (1992)

#### Autre roman signé Richard Grindal
- Over the Sea to Die (1989)

## Sources
- Jacques Baudou et Jean-Jacques Schleret, Le Vrai Visage du Masque, vol. 1, Paris, Futuropolis, 1984, 476 p. (OCLC 311506692), p. 225.
- Claude Mesplède et Jean-Jacques Schleret, SN, voyage au bout de la Noire : inventaire de 732 auteurs et de leurs œuvres publiés en séries Noire et Blème : suivi d'une filmographie complète, Paris, Futuropolis, 1982, 476 p. (OCLC 11972030), p. 168.